# Ammophilomima contermina
Ammophilomima contermina là một loài ruồi trong họ Asilidae. Ammophilomima contermina được Edwards miêu tả năm 1918.